# قصر تتشر
قصر تتشر أو قصر تجر أو كما يُطلَق عليه أيضاً بقصر داريوش هو أحد أهم قصور الفترة الأخمينية والذي يقع ضمن منطقة تخت جمشيد التأريخية إحدى أهم المناطق الأثرية والسياحية في إيران بمدينة شيراز مركز محافظة فارس جنوب جمهورية إيران. وقد تم بناء قصر تجر تزامناً مع بناء قصر آبادانا، وقد كانت مكوناته من الحجر المصقول بغاية الدقة لدرجة أن الناس آنذاك أطلقوا عليه اسم «رواق المرايا» وقد استوطنه الملك واتخذه مقراً لإقامته. يُذكَر ان قصر تجر بُنيَّ بأمر الملك داريوش وأكمل بناؤه من بعده خشايار شاه، وإحدى مميزات هذا القصر هو احتوائه على كتابات ونقوش مسمارية مكتوبة باللغة الفارسية القديمة والبابلية والعيلامية. يُذكَر ان برسبوليس (بالفارسية: تخت جمشيد) هي عاصمة الإمبراطورية الأخمينية (550-330ق.م). يبعد هذا الموقع مسافة 70 كم شمال شرق مدينة شيراز في محافظة فارس في إيران. في الفارسية الحديثة، يُعرَف هذا الموقع باسم تخت جمشيد (أي عرش جمشيد) أو پارسه. أقدم بقايا هذا الموقع يعود تأريخها إلى 515ق.م. يدعى هذا الموقع عند الفرس القدامى باسم پارسه، والتي تعني «مدينة الفرس». وترجمة اسم برسبوليس في اليونانية تعني «المدينة الفارسية». وقد تم إعلان تخت جمشيد كموقع للتراث العالمي من قبل اليونسكو. الأدلة الآثارية تثبت بأن أولى بقايا هذا الموقع قد تم إنشائها في عام 515ق.م. عالم الآثار الفرنسي، رينيه غودار، الذي قام بالتنقيب في الموقع في بداية العقد الرابع من القرن السابق، افترض أن قورش الكبير قام باختيار موقع تخت جمشيد، لكن دارا الأول هو من قام ببناء المصطبة والقصور العظيمة. قد أمر دارا الأول ببناء قصر آبادانا وقاعة المجلس (القاعة ذات الأبواب الثلاث)، وخزانة الدولة وما حولها. وقد تم إنهائها في عهد إبنه، الملك خشايار الأول. والعديد من المنشأت تم بنائها على نفس المصطبة إلى حين سقوط السلالة الأخمينية. لتخت جمشـيد أبنية تأريخية متبقّية من القصور الأخمينية، تعدادها ومسـاحاتها وارتفاعاتها المدهشـة وزخارفها ونقوشها الحجرية، مظاهر أضفت عليها شهرة عالمية فأصبحت إحدى آثار الحضارة الإنسانية. ومن القصور والأبنية المعروفة فيها هي بوّابة الأُمم، قصر آبادانا، قصر داريوش أو تجر، القصر ذو الأعمدة المائة، قصر أو بوّابة غير كاملة، خزانة تخت جمشيد، قاعة الشورى، بئر صخري، مقبرة أردشير الثاني والثالث، قصر هديش، القصر الداخلي الّذي هو الآن متحف تخت جمشيد.

## موقع القصر الجغرافي
يقع قصر تجر أو داريوش ضمن مجموعة تخت جمشيد التأريخية في محافظة فارس وبالتحديد بمدينة شيراز جنوب جمهورية إيران، حيث تم إنشاء هذا القصر جنوب غرب قصر آبادانا الأثري التأريخي.

## أسماء القصر ومصدرها

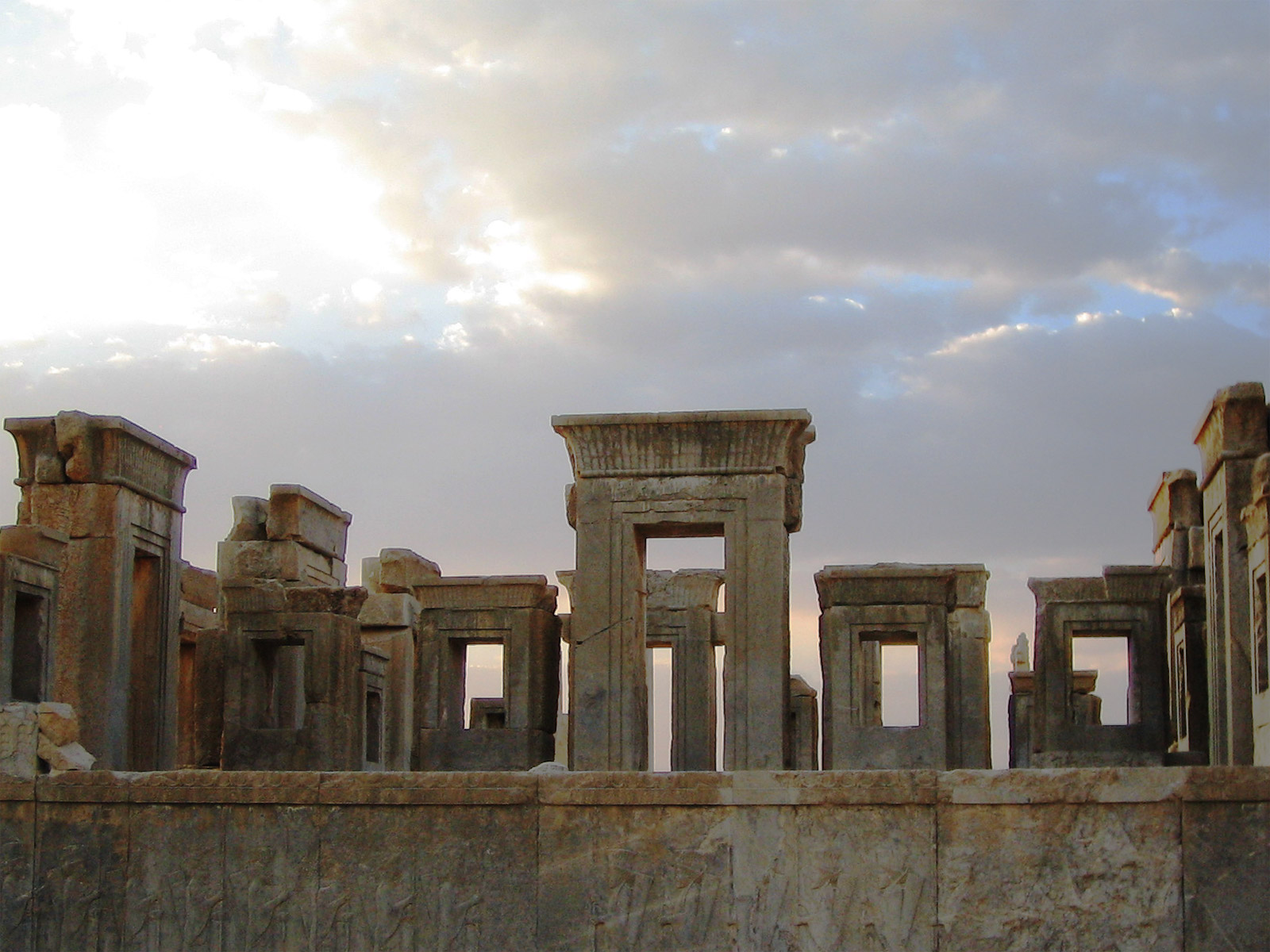
Persepolis

في جنوب غرب قصر آبادانا في تخت جمشيد رأى قصر تجر الأثري النور. وكانت أحجار هذا القصر مصقولة ولامعة بدرجة أن المرء كان بامكانه أن يرى صورته فيها، ومن هنا جاءت تسمية هذا القصر بقصر المرايا أيضاً. وفي الكتيبات والنقوش المسمارية المتوفرة في هذا القصر، سُميَ بقصر تجر. القصر الصغير للملك داريوش هو من قصور الفترة الأخمينية في تخت جمشيد. وورد في مصادر تأريخية عن معالم تخت جمشيد الأثرية، إن تسمية هذا القصر الصغير لداريوش في النقوش والكتيبات المسمارية، بتجر، جاءت بسبب أحجار القصر المصقولة الشفافة، ومن هنا سُميَ القصر كذلك بقاعة المرايا.

## بناء القصر
بُنيَّ قصر داريوش على صخرة جبلية ضخمة ترتفع نحو مترين ونصف المتر عن سطح قصر آبادانا، ومن أحجار سميكة منتظمة فوقها. الواجهة الرئيسية والمدخل الكبير للقصر هما صوب الجنوب وخلف قصر آبادانا. كما للقصر سلالم ومدخل آخر باتجاه الجنوب أي سهول مرودشت بالتحديد. يضم قصر تجر ايواناً كبيراً في الجنوب وقاعة خلف الإيوان إضافةً إلى غرف كبيرة وصغيرة في أطراف القاعة والإيوان، تربط بها مجموعة سلالم موجودة في طرفي إيوان القصر. كما يوجد عمودان حجريان طويلان يقومان على طرفي الإيوان، فأحد العمودين قائم وثابت في مكانه، والآخر مكسورٌ من ظهره ويقع في الساحة الأمامية للقصر.

## النقوش المسمارية داخل القصر
تحكي النقوش المسمارية على أعلى العمودين الحجريين الموجودين على طرفي الإيوان والمكتوبة باللغات الفارسية القديمة والبابلية والعيلامية، بأن القصر بُنيَّ بأمر الملك داريوش وأكمل بناؤه من بعده خشايار شاه. وتتحدّث هذه الكتيبات والنقوش المسمارية عن باقي أقسام هذا القصر أيضاً، بما فيها العتبات الحجرية والغرف الموجودة على جانبي الإيوان والمخصصة لحرّاس القصر وجنوده وكذلك مداخل القصر، حيث نرى على جدران هذه المداخل صورة بارزة عن الملك وهو يغادر القصر يتبعه غلامان، فواحدٌ منهما يمسك بيده المظلة فوق رأس الملك، فيما يحمل الآخر المنشفة وأدات التخلص من الحشرات. ومفردة «تجر» أو «طرز» تعني في اللغة الفارسية الجديدة «القصر الشتوي». وعلى جدار مدخل آخر للقصر، نقش بارز يتعلق باسم داريوش، لم يبق منه أثر، وفي جانب آخر من المدخل نفسه، تبرز حروف من اسم خشايار شاه، ما يعني أن داريوش توفي حين رسم النقوش على هذا المدخل وخلفه خشايار شاه. بالإضافة إلى ذلك توجد نقوش أخرى على جدران أعمدة القصر، تصور الملك مزيناً بقلادة وأساور من الذهب، وعلى رأسه تاجٌ مزخرفٌ بالمجوهرات، فضلاً عن رسوم ونقوش تشير إلى صور عن أسود صغيرة على الحاشية السفلى لثوب الملك داريوش. وعلى العتبات الحجرية الأخرى لقصر تجر، نشاهد رسوماً ونقوشاً بارزة تروي قتال الملك مع الأسد والثور وحيوان أسطوري، إضافةً إلى صور عن غلمان يحملون المصباح والمنجرة والمنشفة وآنية الماء. أما في المداخل الصغيرة للغرف الشرقية والغربية، فنرى على جدرانها رسماً بارزاً للملك وهو يأخذ بيده اليمني خنجراً، فيما يخنق بيده اليسرى أسداً. وهذا الرسم الفريد يتميز به قصر تجر ولايتوفر في قصور وعمارات أخرى.

## معرض الصور

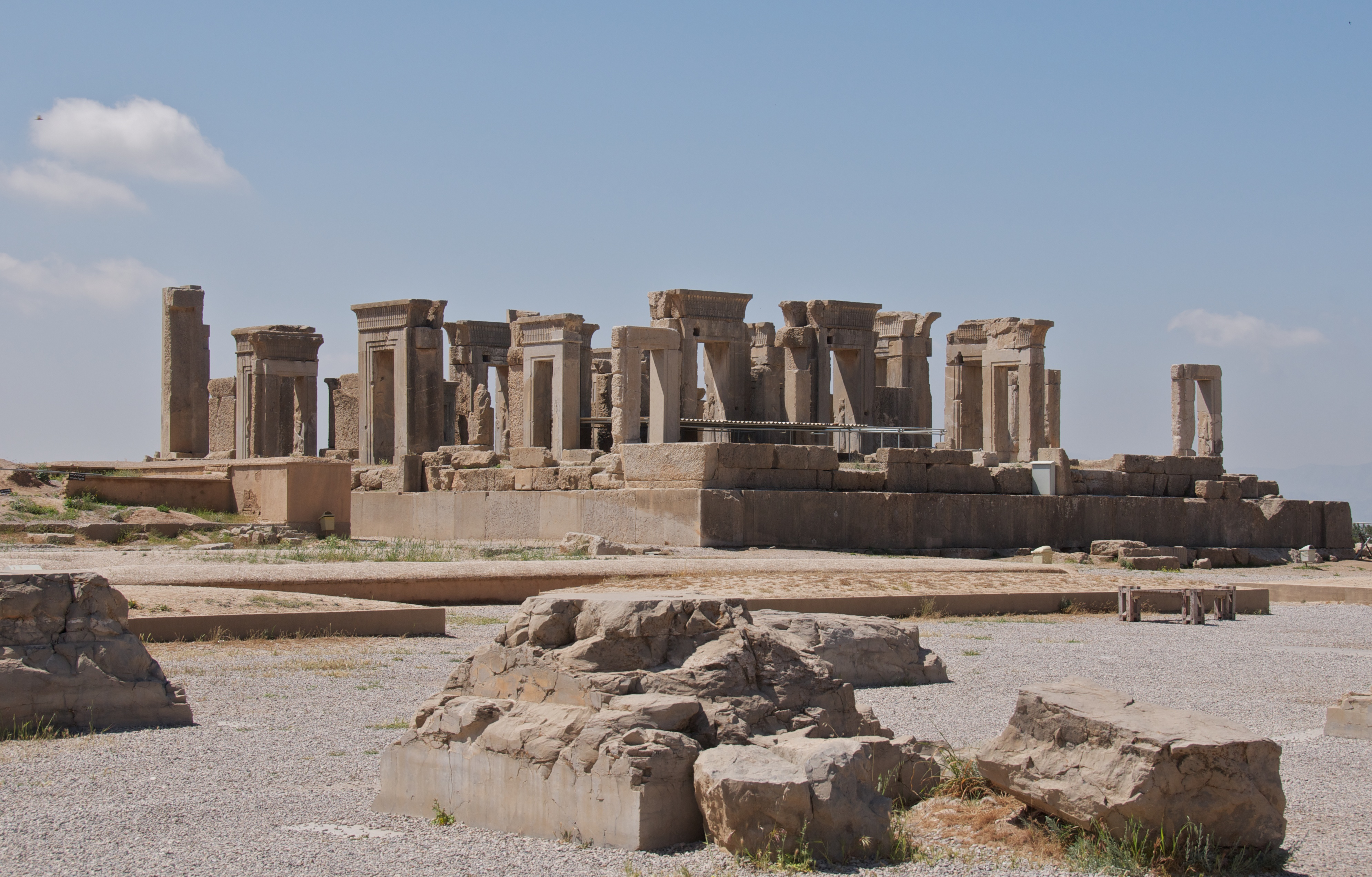
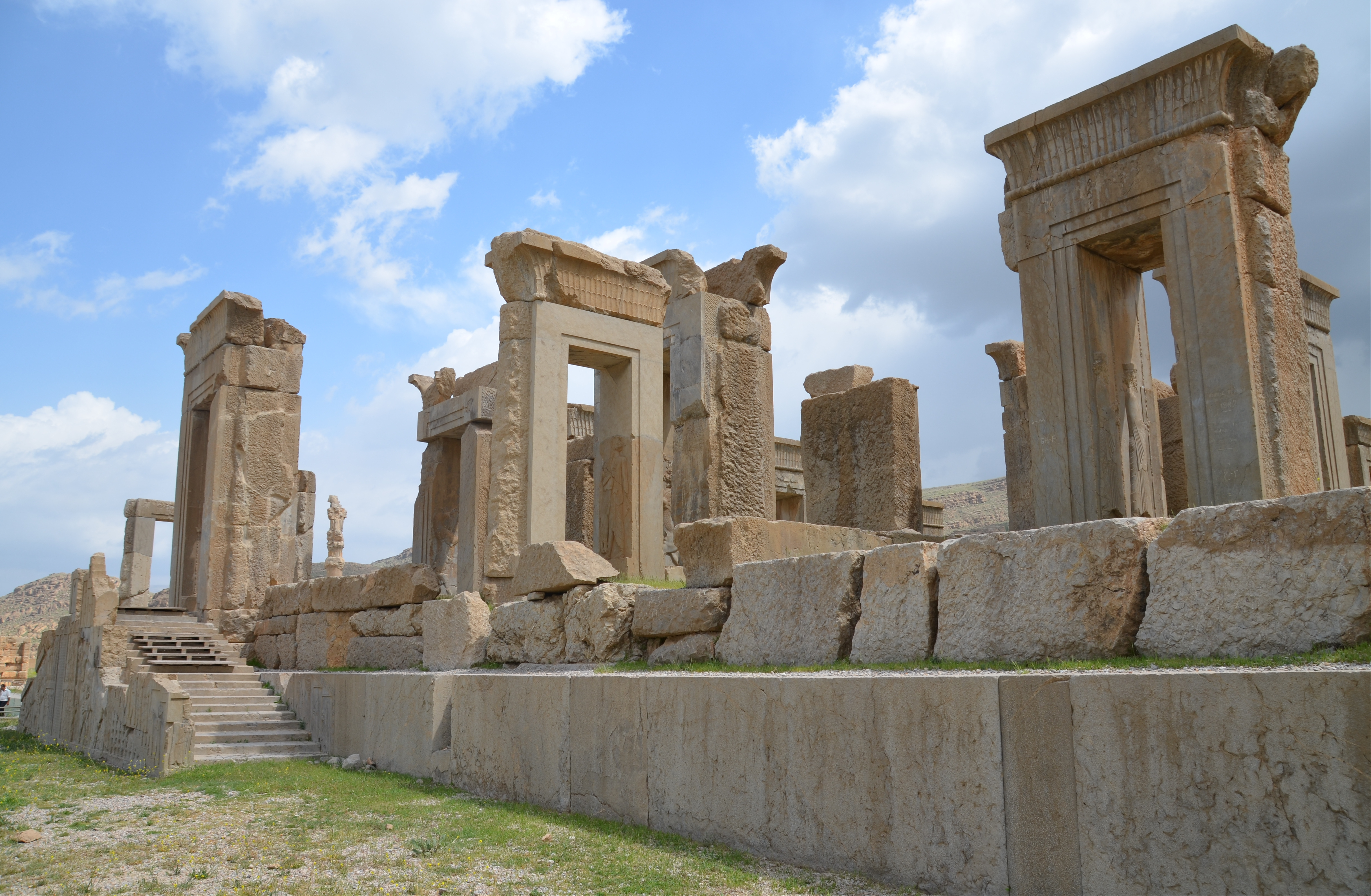
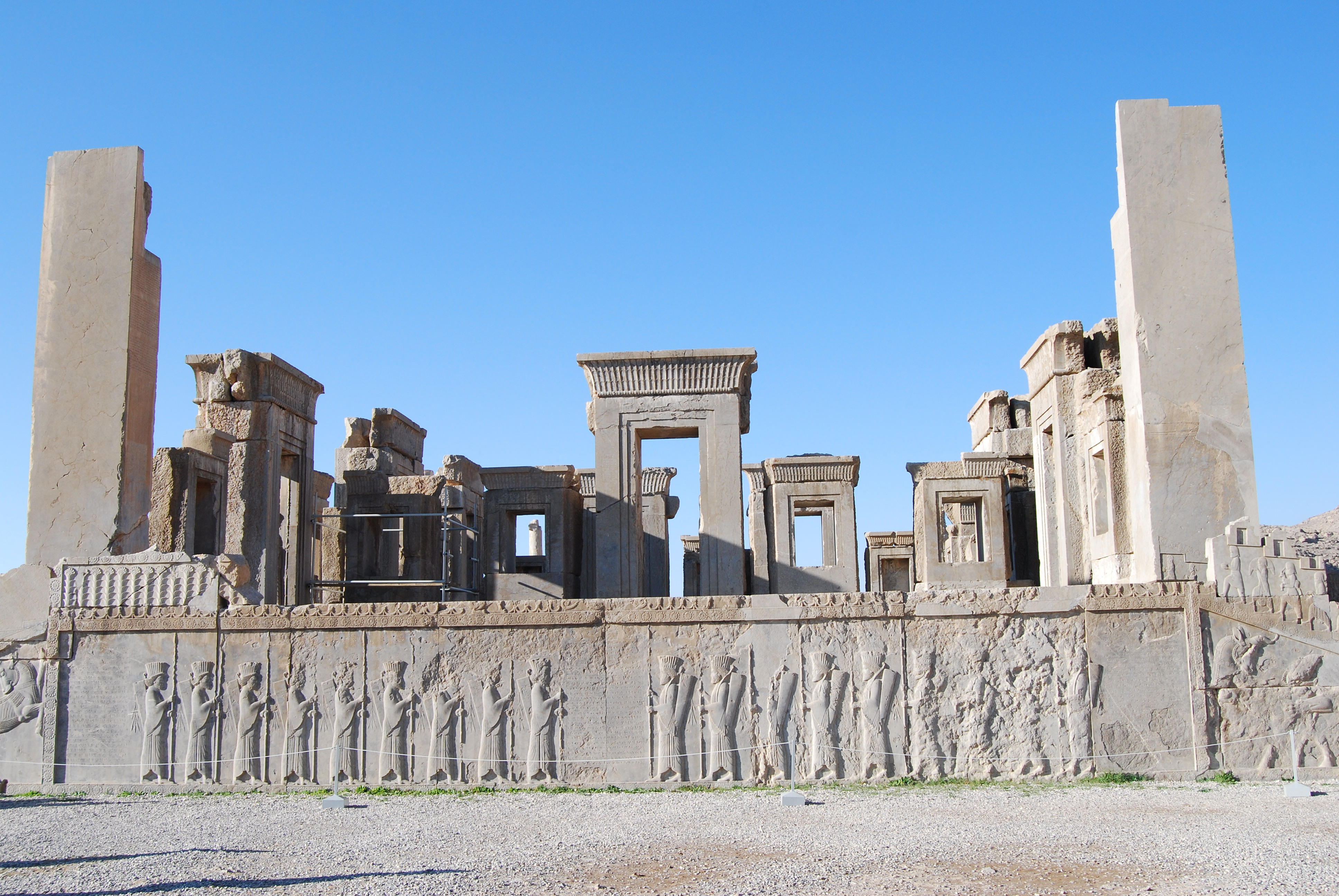
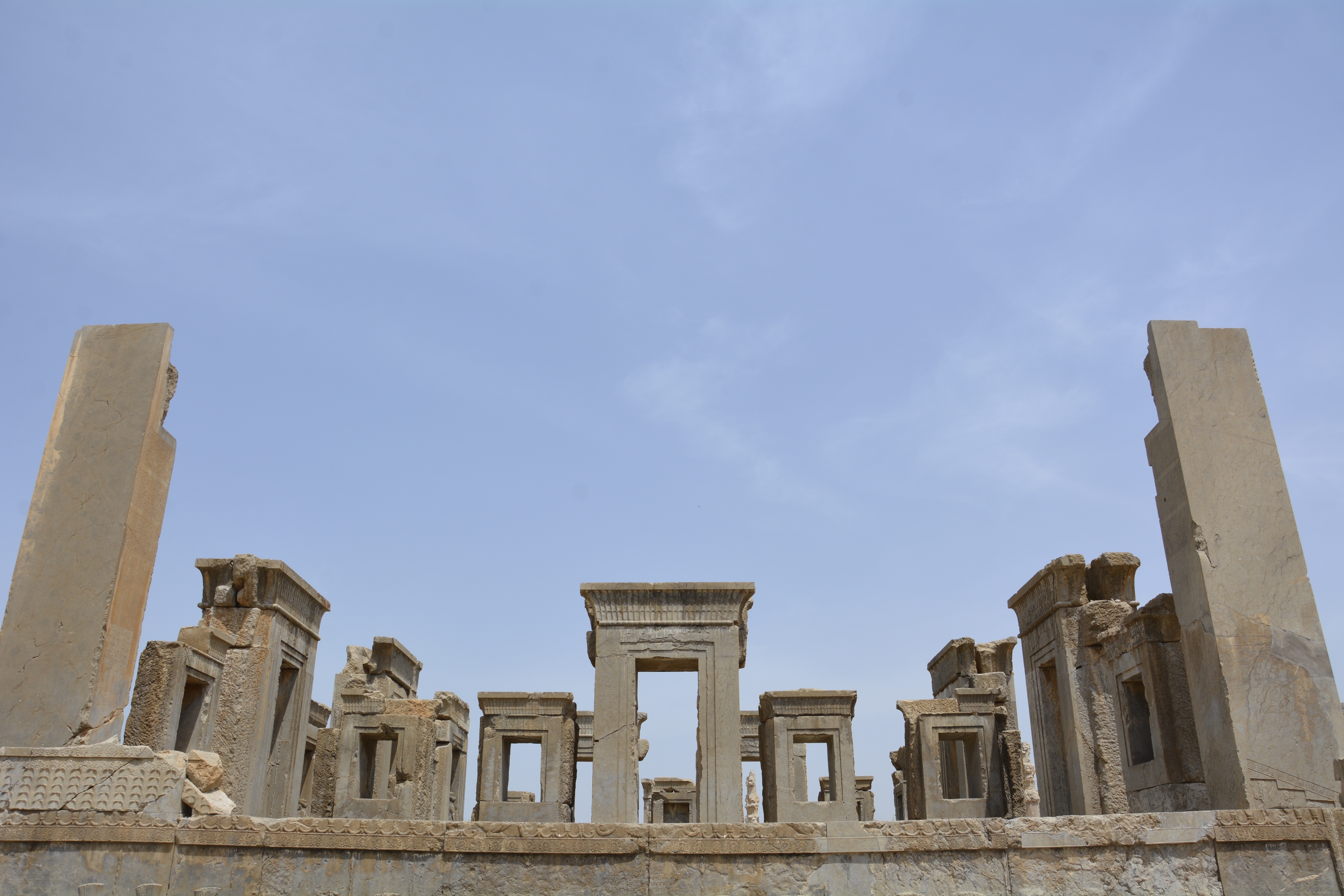
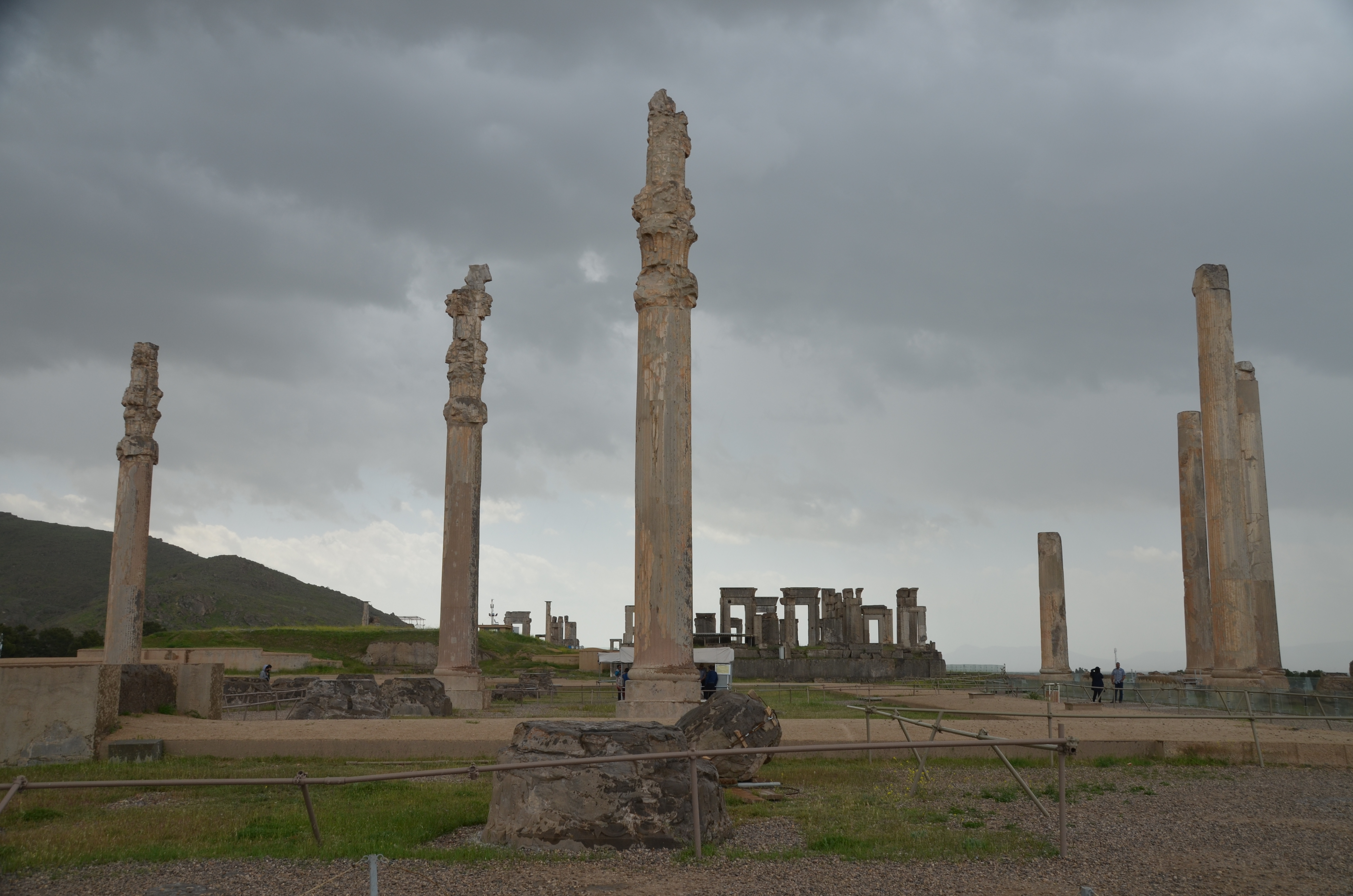
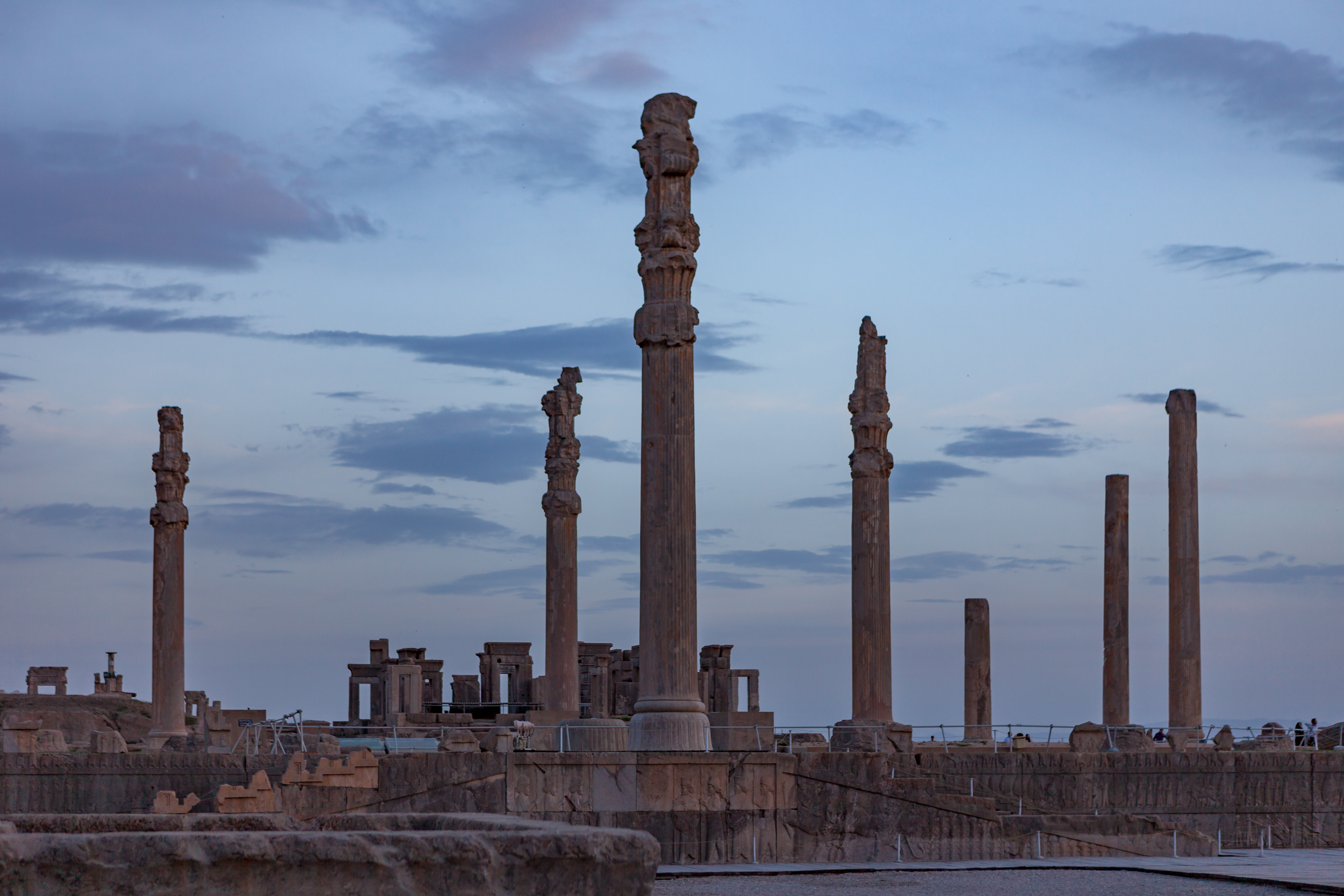
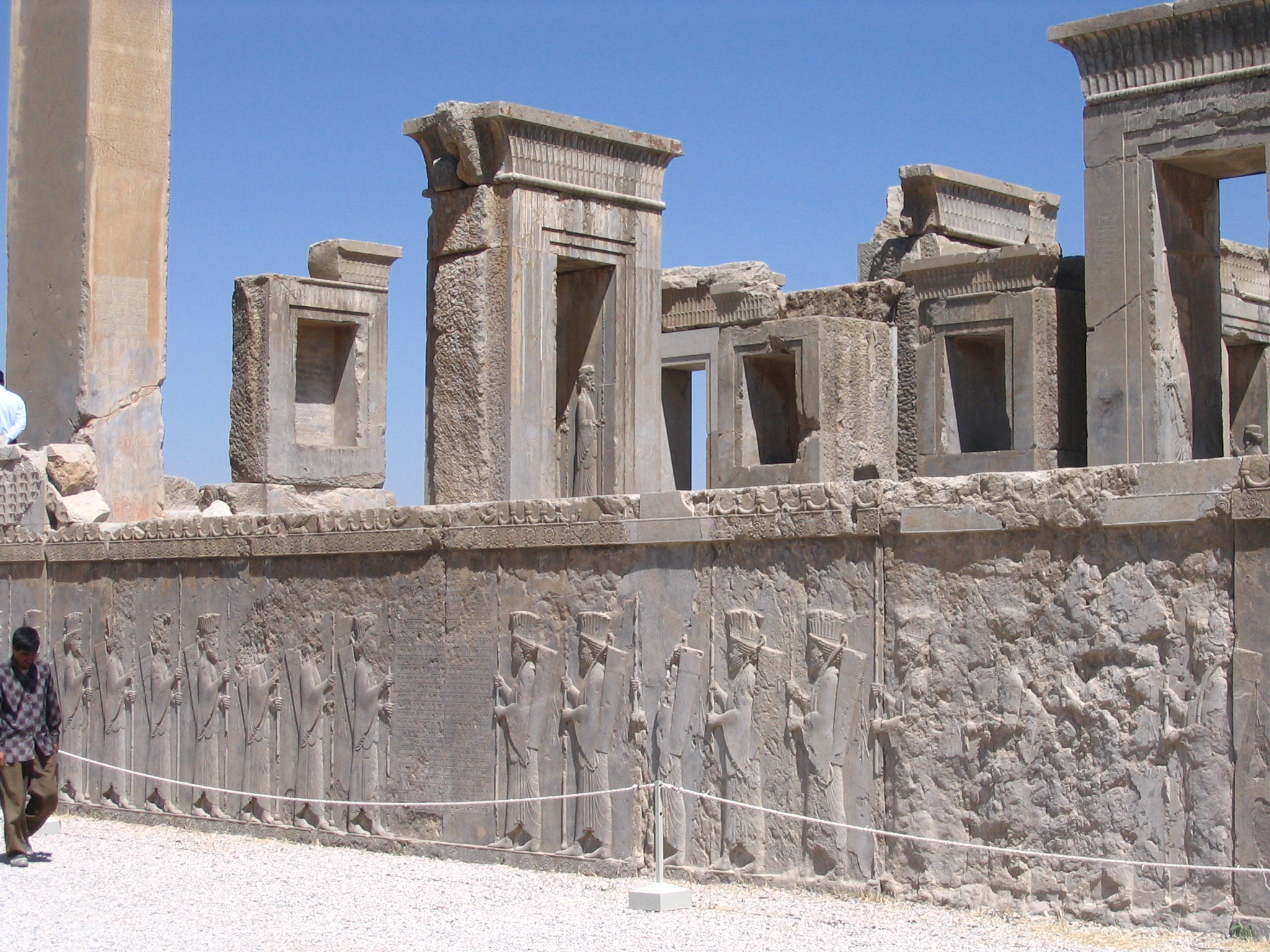
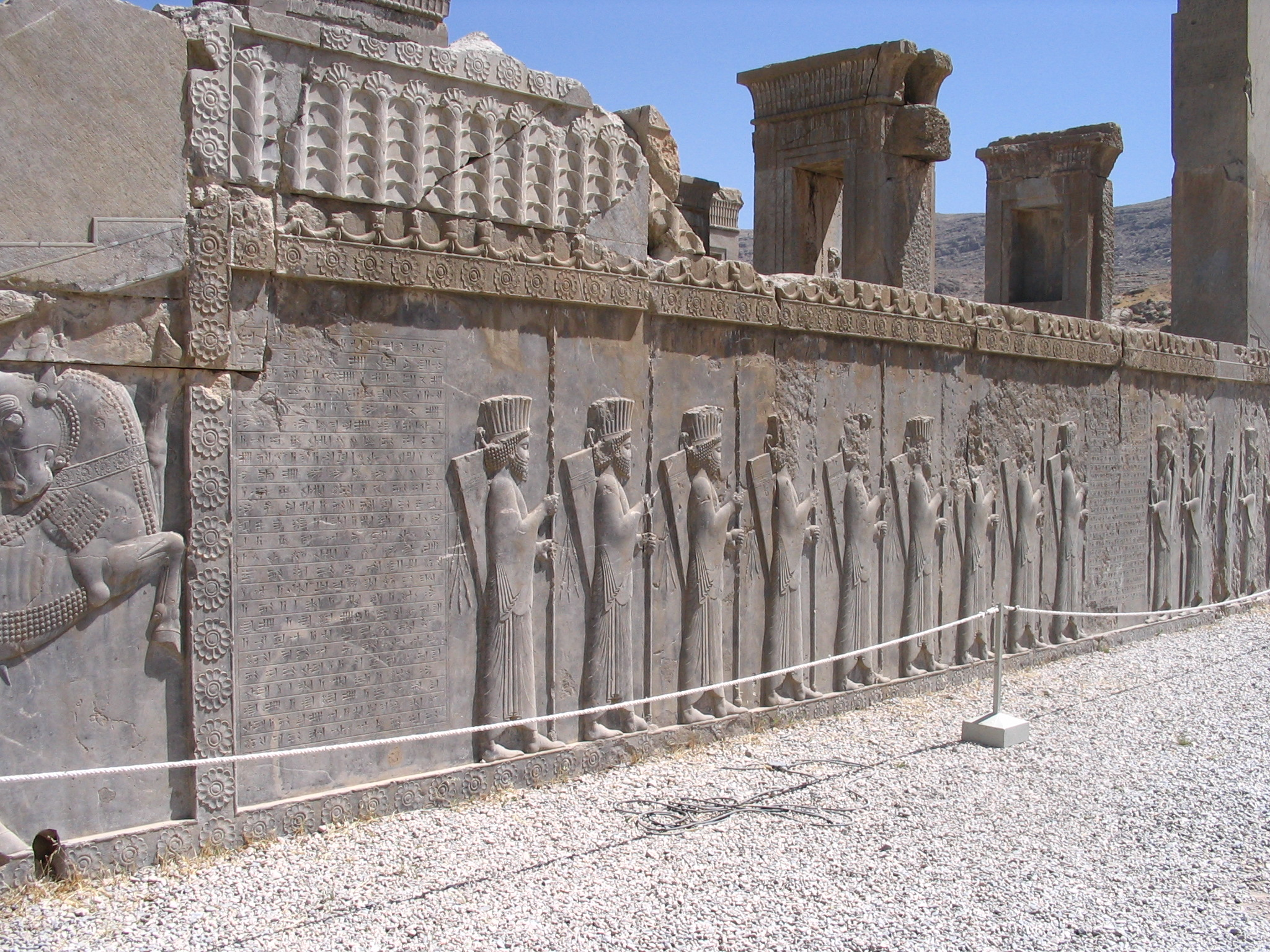